# Christian Günther von Bernstorff

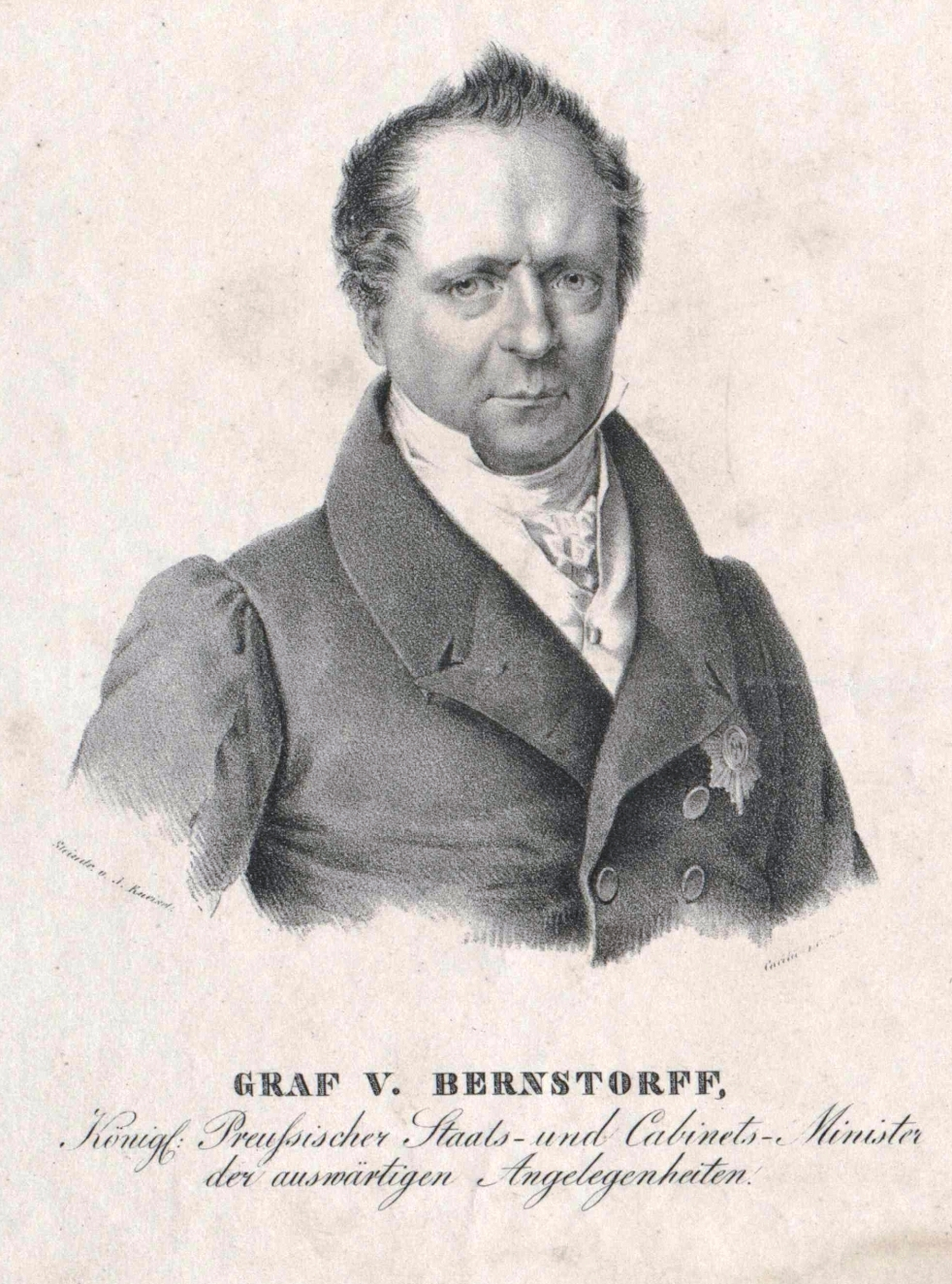
Christian Günther von Bernstorff, Stich von August Kneisel (ca. 1830)

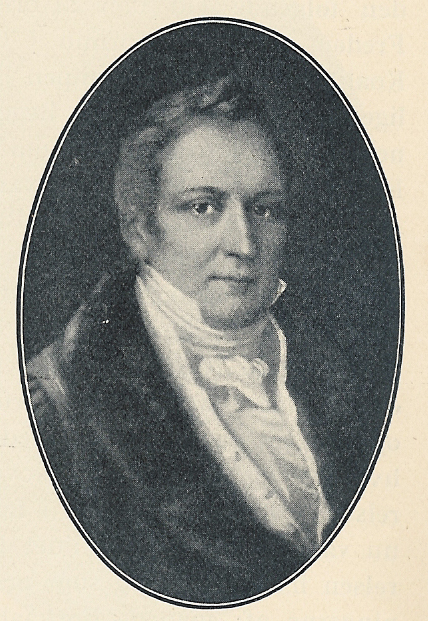
Christian Günther von Bernstorff

Christian Günther Graf von Bernstorff (* 3. April 1769 in Kopenhagen; † 28. März 1835 in Berlin) war ein dänischer und preußischer Staatsmann und Diplomat.

## Leben
Christian Günther von Bernstorff wurde als Sohn des dänischen Staatsministers Andreas Peter Graf von Bernstorff und der Henriette Gräfin zu Stolberg-Stolberg, einer Schwester des Dichters Friedrich Leopold zu Stolberg-Stolberg, am 3. April 1769 in Kopenhagen geboren. Er stammte aus einem alten, in Niedersachsen und Mecklenburg ansässigen Adelsgeschlecht. Benannt wurde er nach seinem Großvater, Graf Christian Günther zu Stolberg-Stolberg.
Er wurde von Privatlehrern erzogen. Sein Vater gewährte ihm bereits frühzeitig Einblick in seine Arbeit. Bereits mit 18 Jahren war er im dänischen Außenministerium auf verschiedenen diplomatischen Posten tätig. 1789 ging er als Legationssekretär mit seinem Onkel Friedrich von Stolberg, dem dänischen Gesandten in Preußen, nach Berlin. Bereits 1791 übernahm er den Posten und wechselte 1794 in der gleichen Position nach Stockholm. Nach dem Tod seines Vaters 1797 wurde er dänischer Staatssekretär in Kopenhagen und 1800 zum Minister des Auswärtigen befördert. Aufgrund seiner verunglückten Politik einer bewaffneten Neutralität gegenüber Großbritannien trat er 1810 aus dem aktiven Ministerdienst zurück und ging als dänischer Gesandter nach Wien, wo er 1815 am Wiener Kongress teilnahm, bei dem Dänemark Norwegen verlor.
Nach seiner Rückkehr nach Dänemark wurde Bernstorff erneut als Diplomat nach Preußen entsandt. 1818 warb ihn Friedrich Wilhelm III. ab. Bernstorff trat in preußische Dienste und übernahm als Staats- und Kabinettsminister das bis dahin von Karl August von Hardenberg geleitete Außenministerium. Während seiner Ministertätigkeit unterstützte Bernstorff die restaurative Politik und befürwortete die Demagogenverfolgung. Große Verdienste erwarb er sich bei der Herstellung der Zollvereinigungen deutscher Einzelstaaten mit Preußen, der Grundlage des späteren Deutschen Zollvereins. Das Amt des Ministers des Auswärtigen, bei dem er zunächst im Schatten Klemens Wenzel Lothar von Metternichs stand, legte er 1832 infolge seines schlechten Gesundheitszustandes nieder. Bis zu seinem Tod gehörte er aber zu den engsten persönlichen Beratern des preußischen Königs Friedrich Wilhelm III.
Christian Günther von Bernstorff starb 1835 im Alter von fast 66 Jahren in Berlin. Beigesetzt wurde er auf dem Dreifaltigkeitsfriedhof vor dem Potsdamer Tor. Das Grab ging spätestens bei der Einebnung des Friedhofs im Jahr 1922 verloren.

## Familie
Im Jahr 1806 heiratete er Elise von Dernath (1789–1867), die 16-jährige Tochter seiner ein Jahr jüngeren Schwester Charlotte und Magnus von Dernath, mit der er sechs Kinder hatte, von denen die drei Söhne als Kleinkinder starben und die Tochter Marie unverheiratet blieb. Die Tochter Klara (1811–1832) heiratete den dänischen Gesandten in Berlin Eugen von Reventlow (1798–1885), einen Sohn von Cay Friedrich von Reventlow, und starb kinderlos. Thora (1809–1873) hatte mit ihrem Ehemann Julius von dem Bussche-Ippenburg zwölf Kinder.